# Szergej Ivanovics Ognyov
Szergej Ivanovics Ognyov (oroszul: Сергей Иванович Огнёв; Moszkva, 1886. november 17. – Moszkva, 1951. december 20.) orosz zoológus és természettudós, aki az emlősök tanulmányozásában szerzett hírnevet. Zoológiai szakmunkákban nevének rövidítése: „Ognev”.

## Élete és munkássága
Ognyov 1910-ben végzett a Moszkvai Cári Egyetemen, és abban az évben kiadta az első szerény monográfiáját A Moszkvai kormányzóság emlősei címmel. 1928-ban a Pedagógiai Főiskola professzora lett. Életének alapvető munkája Oroszország és a szomszédos területek emlőseiről és faunájának ökológiájáról szóló gyűjteményes mű volt. Ebben az első két kötet a Kelet-Európa és Észak-Ázsia vadon élő állatai volt, a következő öt kötet A Szovjetunió és a szomszédos államok vadon élő állatai címet kapta. Ezeken kívül mint a Moszkvai Állami Egyetem zoológiai tanszékének vezetője kiadott egy sor tankönyvet, köztük az alapműnek számító A gerincesek állattana címűt.

## Szergej Ivanovics Ognyov által alkotott és/vagy megnevezett taxonok
Az alábbi linkben megnézhető Szergej Ivanovics Ognyov taxonjainak egy része.

### Fordítás
- Ez a szócikk részben vagy egészben  a   Sergej Ognew című angol Wikipédia-szócikk ezen változatának fordításán alapul.  Az eredeti cikk szerkesztőit annak laptörténete sorolja fel. Ez a jelzés csupán a megfogalmazás eredetét és a szerzői jogokat jelzi, nem szolgál a cikkben szereplő információk forrásmegjelöléseként.